# Walter Frye
Walter Frye (zm. przed 1475) – angielski kompozytor.

## Życiorys
Brak informacji na temat jego życia. Przypuszczalnie związany był z dworem książęcym w Burgundii. Z jego twórczości zachowały się 4 msze, 4 motety, 3 ballady i jedno rondo. Utwory Frye’a przekazane zostały w licznych rękopisach, zarówno angielskich, jak i kontynentalnych. Jego msze stanowią ważny etap w rozwoju mszy cyklicznej, stosowany jest w nich konsekwentnie ten sam cantus firmus we wszystkich częściach. Msza Summe trinitari oparta jest ponadto na izorytmicznym tenorze.
Kompozycje Frye’a wydała drukiem Sylvia Kenney pt. Walter Frye: Collected Works w: Corpus mensurabilis musicae, XIX (1960).